# 100 Days My Prince
100 Days My Prince (hangeul : 백일의 낭군님 ; RR : Baekirui Nanggunnim) est une série télévisée sud-coréenne diffusée du 10 septembre au 30 octobre 2018 sur tvN, avec D.O. et Nam Ji-hyeon,,,.

## Synopsis
Lee Yul est le neveu du roi qui aime passer ses journées à jouer au lieu d'étudier. Il aime jouer avec les enfants paysans aux côtés de son meilleur ami et tuteur, Dong Joo. Un jour, alors qu'il joue avec les enfants paysans où ils jouent les méchants, Yul utilise son statut pour punir les enfants en les battant, inconscient que ses actions les blessent. Les enfants ne pouvaient pas s'opposer à ce traitement en raison du statut de Yul. Une fille, Yoon Yi-Seo intervient et réprimande Yul pour ses actions cruelles. Comme Yul, Yi-Seo est issue d'une famille noble, mais elle est gentille, intelligente et compatissante. Yul développe instantanément un béguin pour Yi-Seo, et cela le fait changer pour devenir plus studieux afin de l'impressionner. Le père de Yi-Seo est un général et le bras droit du roi.
Cependant, le père de Yul est un homme ambitieux qui est jaloux de son frère, le roi et qui rivalise pour le trône. En complotant avec un autre homme ambitieux, Kim Cha Eon, ils complotent pour renverser le roi actuel, avec la promesse que Cha Eon sera généreusement récompensé. Une nuit, Kim Cha Eon commence le coup d'État qui voit le roi et tous ses hommes et alliés assassinés impitoyablement, y compris le père de Yi Seo. Alors qu'il est mortellement blessé, le père de Yi Seo demande à son fils aîné Seok-ha de prendre Yi Seo et de s'enfuir, alors que Cha Eon est déterminé à anéantir toute la famille. Alors que Cha Eon est sur le point de porter le coup fatal, Yul, qui a été témoin de tout cela, sort de sa cachette pour arrêter Cha Eon, menaçant de signaler cette affaire à son père. C'est alors que son père apparaît, faisant savoir qu'il a tout le temps conspiré avec Cha Eon, choquant Yul. Yul est retiré de la scène et le coup d'État est terminé avec succès. Pour cette raison, le père de Yul est couronné comme le nouveau roi et Cha Eon devient vice-premier ministre. Yul prend automatiquement le titre de prince héritier et est encore choqué le jour du couronnement avec la nouvelle de la "mort accidentelle" de sa mère. Malgré la surprise du nouveau roi à la nouvelle, il devient clair que le vice-premier ministre sera la personne qui aura le plus de pouvoir et de contrôle sur le nouveau règne. Yul ressent avec amertume sa nouvelle position de prince héritier de Joseon.
Dix ans plus tard, Yul a grandi pour devenir un prince héritier froid et peu aimable. En raison du traumatisme de son passé, Yul est également très intelligent et compétent dans les arts martiaux. Son père est maintenant remarié avec la nouvelle reine qui ne l'aime pas et veut le titre de prince héritier pour son propre fils alors qu'il est lui-même marié à Kim So Hye, qui est la fille du vice-premier ministre Kim. Malgré le mariage, Yul aspire toujours à Yi-Seo, même s'il pense que Yi Seo a été tuée. Cela lui fait mépriser la princesse héritière et son père et son évitement constant de consommer le mariage, malgré les divers plans en place pour garantir que la consommation ait lieu. Dans le même temps, une sécheresse se produit à Joseon et les gens commencent à blâmer Yul et son refus de consommer le mariage comme raison. Ennuyé, Yul ordonne à tous les célibataires de la nation de se marier dans un mois pour aider à atténuer la sécheresse.
En route vers un rituel de pluie, Yul et ses partisans sont pris en embuscade par des assassins, et il est presque tué. Son ami d'enfance et gardien Dong Joo, les oblige à changer de vêtements, attirant essentiellement les assaillants loin de Yul. Dong Joo est par la suite tué et tombe dans la rivière, même si les assaillants n'ont pas pu voir son visage, croyant ainsi que c'est Yul. Pendant ce temps, Yul se fait tirer dessus avec une flèche sur la poitrine lors de sa fuite et lui cogne accidentellement la tête, devenant inconscient. Quand il se réveille, il a déjà perdu la mémoire.
Yi-seo, qui a réussi à s'échapper indemne lors du coup d'État il y a des années, a été adoptée par un homme du commun et vit désormais sous le couvert d'une jeune paysanne du nom de Hong-shim dans le village de Songjoo. C'est son père adoptif qui a retrouvé Yul terriblement blessé et le soigne. Le sort de son frère Seok Ha est inconnu, car ils se sont séparés après que Seok Ha l'a enterrée sous une pile de feuilles et s'est enfui pour attirer les gens de Cha Eon qui les chassaient dans les bois. Avant de se séparer, ils se sont promis d'attendre à un pont tous les 15 du mois. Alors que Yi Seo se rend au pont comme promis sans faute, cela fait dix ans depuis la séparation et elle commence à perdre espoir que son frère soit toujours en vie.
En tant que femme célibataire, Hong Shim est également soumise au décret de mariage du prince héritier et elle se trouve être la femme célibataire la plus âgée du village. En raison du nombre déséquilibré d'hommes et de femmes célibataires, Hong Shim se retrouve la seule sans paire. Au lieu de cela, elle reçoit une offre pour devenir la concubine d'un noble lubrique. Hong Shim refuse car elle dit qu'elle est déjà fiancée à un homme du nom de Won Deuk qui sert dans l'armée et n'a pas l'intention d'être la cinquième épouse de l'homme. La date limite du décret est passée et comme Hong Shim n'est toujours pas mariée, elle est passible de 100 flagellations. Pour la sauver, son père profite de l'amnésie de Yul. Un Yul très sceptique apprend qu'il est la fiancée de Hong-shim, Won-deuk, un homme que son père avait recommandé mais qu'elle n'avait jamais rencontré.
Ainsi, Yi-seo et Yul se marient alors qu'aucun d'eux n'est conscient de la véritable identité de l'autre.

## Distribution

### Acteurs principaux
- D.O. : Lee Yul / Na Won-deuk
  - Jung Ji-hoon: Lee Yul, jeune
- Nam Ji-hyeon: Yeon Hong-shim / Yoon Yi-seo
  - Heo Jung-eun: Yoon Yi-seo, jeune
- Jo Sung-ha:  Kim Cha-eon
- Jo Han-chul : le roi
- Kim Seon-ho: Jung Jae-yoon
- Han So-hee: Kim So-hye
  - Choi Myung-bin: Kim So-hye, jeune
- Kim Jae-young: Moo-yeon / Yoon Seok-ha
  - Jung Joon-won: Yoon Seok-ha

### Acteurs secondaires
- Oh Yeon-ah : reine Park
- Ji Min-hyuk : prince Seowon
- Choi Woong : Jung Sa-yeob
- Heo Jung-min : Kim Soo-ji
- Jo Hyun-sik : Eunuch Yang
- Kang Young-seok : Gwon Hyeok
- Son Kwang-eob : Jang Moon-seok
- Jung Hae-kyun : Yoon
- Ahn Suk-hwan : Park Seon-do
- Jo Jae-ryong : Jo Boo-young
- Lee Joon-hyuk : Park Bok-eun
- Lee Min-ji : Kkeut-nyeo
- Kim Ki-doo : Gudol
- Lee Hye-eun : Yang Chun
- Jung Soo-kyo : Ma-chil
- Kang Min : Meokku

## Bande-originale
1. Erase It (지워져) - Gummy
2. This Love (이 사랑을) - Jinyoung (B1A4)
3. Cherry Blossom Love Song (벚꽃연가) - Chen (EXO)
4. Believe - SBGB
5. I Will Remember (기억할테니까) - NeighBro
6. Hinahanap - Three Two One (utilisé aux Philippines)

## Diffusion
- tvN (2018)
- tvN Asie (2018)
- Hub VV (2018)
- 8TV (2018)
- KNTV (2019)
- MRTV-4 (2019)
- Trans TV (2019)
- ETC (2019)
- GTV (2019)
- ABS-CBN (2019)